# Therates dembickyi
Therates dembickyi (лат.) — вид жуков-скакунов рода Therates из семейства жужелицы (Carabidae). Назван в честь L. Dembický, коллектора типовой серии.

## Распространение
Лаос (Khamouan).

## Описание
Длина от 6,8 до 7,1 мм. Тело с металлическим блеском. От близких видов отличается сочетанием окраски надкрылий с горизонтальной центральной точкой и буроватой вершины, а у самцов антенны заходят кзади за плечами надкрылий. Голова блестящая зеленовато-чёрная. Мандибулы желтоватые, зубцы по краю буроватые. Верхняя губа одинаковой ширины и длины, желтоватая, с шестью вершинными зубцами и одним боковым зубцом. Губные и максиллярные щупики желтоватые. Наличник голый. Лоб гладкий. Переднеспинка блестящая зеленовато-чёрная, её длина равна ширине, более сужена спереди, чем сзади. Надкрылья блестящие чёрные с коричневато-жёлтыми отметинами. Брюшная сторона чёрная. Ноги желтоватые, лапки несколько затемнены дистально. Эдеагус длиной до 1,8 мм.